# The Open Championship
The Open Championship, o semplicemente The Open (spesso, al di fuori del Regno Unito è indicato come British Open), è una competizione golfistica tra le più importanti al mondo, nonché il più antico tra i quattro tornei Major esistenti: la prima edizione fu disputata nel 1860.
Unico major ad essere disputato al di fuori degli Stati Uniti, l'Open Championship si tiene annualmente a luglio su campi links inglesi, scozzesi o nord-irlandesi ed è amministrato dall'R&A, che ha sede a St. Andrews.

## Storia
Il torneo si disputò per la prima volta nell'ottobre 1860 al Prestwick Golf Club, sulla costa occidentale scozzese, con otto partecipanti che si affrontarono in un giorno soltanto su una distanza di 36 buche. La gara nacque come tentativo di individuare il nuovo campione di golf a seguito della morte di Allan Robertson, considerato il miglior giocatore della sua epoca e scomparso nel 1859; il primo vincitore fu Willie Park Sr., che batté di due colpi Tom Morris Sr. L'anno successivo il torneo divenne aperto (open) anche ai giocatori non professionisti. Dal 1871 l'Open non fu organizzato dal solo Prestwick Golf Club, ma si aggiunsero il Royal and Ancient Golf Club di St Andrews e l'Honourable Company of Edinburgh Golfers di Muirfield; il Royal and Ancient Golf Club divenne l'unico organizzatore del torneo a partire dal 1920. Nel 1892 la gara fu estesa a 72 buche, mentre due anni dopo si tenne la prima edizione di un Open al di fuori della Scozia, al Royal St George's Golf Club, in Inghilterra; nel 1898 fu introdotto il cut dopo due giri del campo.
Il torneo si è sempre giocato dal 1860 salvo quattro occasioni: nel 1871, quando non si trovò l'accordo sul nuovo premio per il campione; tra il 1915 e il 1919 a causa della prima guerra mondiale, tra il 1939 e il 1946 a causa della seconda guerra mondiale e nel 2020 per la pandemia di COVID-19; conta, al 2023, 151 edizioni.

## Tradizioni

### Il percorso
L'Open si gioca sempre su un campo da golf costiero. Il golf Links è spesso descritto come la forma "più pura" di golf e mantiene un legame con il modo in cui il gioco ebbe origine in Scozia nel XV secolo. Il terreno è aperto, spesso senza alberi, e generalmente sarà ondulato con fondo sabbioso. I campi da golf sono spesso modellati principalmente dalla natura, piuttosto che “costruiti”. Il tempo, in particolare il vento, gioca un ruolo importante e, anche se prevarrà una brezza terrestre, i cambiamenti nella direzione e nella forza del vento nel corso del torneo possono significare che ogni round di golf dovrà essere giocato in modo leggermente diverso. I percorsi sono famosi anche per i bunker profondi e i cespugli di ginestre che compongono il "rough".

### Old Course al St Andrews
L'Old Course di St Andrews è considerato il campo da golf più antico del mondo e vincere l'Open è ampiamente considerato uno dei vertici del successo nel golf. Dato lo status speciale dell'Old Course, nell'era moderna l'Open vi viene generalmente giocato una volta ogni cinque anni, molto più frequentemente rispetto agli altri campi utilizzati per l'Open.

## Albo d'oro
| Anno                                                           | Campo                                            | Campione                                         | Nazionalità                                      | Punteggio                                        | Montepremi                                       |
| -------------------------------------------------------------- | ------------------------------------------------ | ------------------------------------------------ | ------------------------------------------------ | ------------------------------------------------ | ------------------------------------------------ |
| 2025                                                           | Royal Portrush Golf Club                         | Scottie Scheffler                                | Stati Uniti                                      | 267 (-17)                                        | $ 3,100,000                                      |
| 2024                                                           | Royal Troon Golf Club                            | Xander Schauffele                                | Stati Uniti                                      | 275 (-9)                                         | $ 3,100,000                                      |
| 2023                                                           | Royal Liverpool                                  | Brian Harman                                     | Stati Uniti                                      | 271 (-13)                                        | $ 3,000,000                                      |
| 2022                                                           | St Andrews                                       | Cameron Smith                                    | Australia                                        | 268 (-20)                                        | $ 2,500,000                                      |
| 2021                                                           | Royal St George's                                | Collin Morikawa                                  | Stati Uniti                                      | 265 (-15)                                        | $ 2 070 000                                      |
| 2020                                                           | Non disputata a causa della pandemia di COVID-19 | Non disputata a causa della pandemia di COVID-19 | Non disputata a causa della pandemia di COVID-19 | Non disputata a causa della pandemia di COVID-19 | Non disputata a causa della pandemia di COVID-19 |
| 2019                                                           | Royal Portrush Golf Club                         | Shane Lowry                                      | Irlanda                                          | 269 (-15)                                        | $ 1 935 000                                      |
| 2018                                                           | Carnoustie Golf Links                            | Francesco Molinari                               | Italia                                           | 276 (-8)                                         | $ 1 890 000                                      |
| 2017                                                           | Royal Birkdale Golf Club                         | Jordan Spieth                                    | Stati Uniti                                      | 268 (-12)                                        | $ 1 850 000                                      |
| 2016                                                           | Royal Troon Golf Club                            | Henrik Stenson                                   | Svezia                                           | 264 (-20)                                        | £ 1 175 000                                      |
| 2015                                                           | St Andrews                                       | Zach Johnson                                     | Stati Uniti                                      | 273 (-15)PO                                      | £ 1 150 000                                      |
| 2014                                                           | Royal Liverpool Golf Club                        | Rory McIlroy                                     | Irlanda del Nord                                 | 271 (-17)                                        | £ 975 000                                        |
| 2013                                                           | Muirfield                                        | Phil Mickelson                                   | Stati Uniti                                      | 281 (-3)                                         | £ 945 000                                        |
| 2012                                                           | Royal Lytham & St. Annes Golf Club               | Ernie Els (2)                                    | Sudafrica                                        | 273 (-7)                                         | £ 900 000                                        |
| 2011                                                           | Royal St George's Golf Club                      | Darren Clarke                                    | Irlanda del Nord                                 | 275 (-5)                                         | £ 900 000                                        |
| 2010                                                           | St Andrews                                       | Louis Oosthuizen                                 | Sudafrica                                        | 272 (-16)                                        | £ 850 000                                        |
| 2009                                                           | Turnberry                                        | Stewart Cink                                     | Stati Uniti                                      | 278 (-2)PO                                       | £ 750 000                                        |
| 2008                                                           | Royal Birkdale Golf Club                         | Pádraig Harrington (2)                           | Irlanda                                          | 283 (+3)                                         | £ 750 000                                        |
| 2007                                                           | Carnoustie Golf Links                            | Pádraig Harrington                               | Irlanda                                          | 277 (-7)PO                                       | £ 750 000                                        |
| 2006                                                           | Royal Liverpool Golf Club                        | Tiger Woods (3)                                  | Stati Uniti                                      | 270 (-18)                                        | £ 720 000                                        |
| 2005                                                           | St Andrews                                       | Tiger Woods (2)                                  | Stati Uniti                                      | 274 (-14)                                        | £ 720 000                                        |
| 2004                                                           | Royal Troon Golf Club                            | Todd Hamilton                                    | Stati Uniti                                      | 274 (-10)PO                                      | £ 720 000                                        |
| 2003                                                           | Royal St George's Golf Club                      | Ben Curtis                                       | Stati Uniti                                      | 283 (-1)                                         | £ 700 000                                        |
| 2002                                                           | Muirfield                                        | Ernie Els                                        | Sudafrica                                        | 278 (-6)PO                                       | £ 700 000                                        |
| 2001                                                           | Royal Lytham & St Annes Golf Club                | David Duval                                      | Stati Uniti                                      | 274 (-10)                                        | £ 600 000                                        |
| 2000                                                           | St Andrews                                       | Tiger Woods                                      | Stati Uniti                                      | 269 (-19)                                        | £ 500 000                                        |
| 1999                                                           | Carnoustie Golf Links                            | Paul Lawrie                                      | Scozia                                           | 290 (+6)PO                                       | £ 350 000                                        |
| 1998                                                           | Royal Birkdale Golf Club                         | Mark O'Meara                                     | Stati Uniti                                      | 280 (E)PO                                        | £ 300 000                                        |
| 1997                                                           | Royal Troon Golf Club                            | Justin Leonard                                   | Stati Uniti                                      | 272 (-12)                                        | £ 250 000                                        |
| 1996                                                           | Royal Lytham & St Annes Golf Club                | Tom Lehman                                       | Stati Uniti                                      | 271 (-13)                                        | £ 200 000                                        |
| 1995                                                           | St Andrews                                       | John Daly                                        | Stati Uniti                                      | 282 (-6)PO                                       | £ 125 000                                        |
| 1994                                                           | Turnberry                                        | Nick Price                                       | Zimbabwe                                         | 268 (-12)                                        | £ 110 000                                        |
| 1993                                                           | Royal St George's Golf Club                      | Greg Norman (2)                                  | Australia                                        | 267 (-13)                                        | £ 100 000                                        |
| 1992                                                           | Muirfield                                        | Nick Faldo (3)                                   | Inghilterra                                      | 272 (-12)                                        | £ 95 000                                         |
| 1991                                                           | Royal Birkdale Golf Club                         | Ian Baker-Finch                                  | Australia                                        | 272 (-8)                                         | £ 90 000                                         |
| 1990                                                           | St Andrews                                       | Nick Faldo (2)                                   | Inghilterra                                      | 270 (-18)                                        | £ 85 000                                         |
| 1989                                                           | Royal Troon Golf Club                            | Mark Calcavecchia                                | Stati Uniti                                      | 275 (-13)PO                                      | £ 80 000                                         |
| 1988                                                           | Royal Lytham & St Annes Golf Club                | Seve Ballesteros (3)                             | Spagna                                           | 273 (-11)                                        | £ 80 000                                         |
| 1987                                                           | Muirfield                                        | Nick Faldo                                       | Inghilterra                                      | 279 (-5)                                         | £ 75 000                                         |
| 1986                                                           | Turnberry                                        | Greg Norman                                      | Australia                                        | 280 (E)                                          | £ 70 000                                         |
| 1985                                                           | Royal St George's Golf Club                      | Sandy Lyle                                       | Scozia                                           | 282 (+2)                                         | £ 65 000                                         |
| 1984                                                           | St Andrews                                       | Seve Ballesteros (2)                             | Spagna                                           | 276 (-12)                                        | £ 55 000                                         |
| 1983                                                           | Royal Birkdale Golf Club                         | Tom Watson (5)                                   | Stati Uniti                                      | 275 (-9)                                         | £ 40 000                                         |
| 1982                                                           | Royal Troon Golf Club                            | Tom Watson (4)                                   | Stati Uniti                                      | 284 (-4)                                         | £ 32 000                                         |
| 1981                                                           | Royal St George's Golf Club                      | Bill Rogers                                      | Stati Uniti                                      | 276 (-4)                                         | £ 25 000                                         |
| 1980                                                           | Muirfield                                        | Tom Watson (3)                                   | Stati Uniti                                      | 271 (-13)                                        | £ 25 000                                         |
| 1979                                                           | Royal Lytham & St Annes Golf Club                | Seve Ballesteros                                 | Spagna                                           | 283 (-1)                                         | £ 15 000                                         |
| 1978                                                           | St Andrews                                       | Jack Nicklaus (3)                                | Stati Uniti                                      | 281 (-7)                                         | £ 12 500                                         |
| 1977                                                           | Turnberry                                        | Tom Watson (2)                                   | Stati Uniti                                      | 268 (-12)                                        | £ 10 000                                         |
| 1976                                                           | Royal Birkdale Golf Club                         | Johnny Miller                                    | Stati Uniti                                      | 279 (-9)                                         | £ 7 500                                          |
| 1975                                                           | Carnoustie Golf Links                            | Tom Watson                                       | Stati Uniti                                      | 279 (-5)PO                                       | £ 7 500                                          |
| 1974                                                           | Royal Lytham & St Annes Golf Club                | Gary Player (3)                                  | Sudafrica                                        | 282 (-2)                                         | £ 5 500                                          |
| 1973                                                           | Royal Troon Golf Club                            | Tom Weiskopf                                     | Stati Uniti                                      | 276 (-12)                                        | £ 5 500                                          |
| 1972                                                           | Muirfield                                        | Lee Trevino (2)                                  | Stati Uniti                                      | 278 (-6)                                         | £ 5 500                                          |
| 1971                                                           | Royal Birkdale Golf Club                         | Lee Trevino                                      | Stati Uniti                                      | 278 (-10)                                        | £ 5 500                                          |
| 1970                                                           | St Andrews                                       | Jack Nicklaus (2)                                | Stati Uniti                                      | 283 (-5)PO                                       | £ 5 250                                          |
| 1969                                                           | Royal Lytham & St Annes Golf Club                | Tony Jacklin                                     | Inghilterra                                      | 280 (-4)                                         | £ 4 250                                          |
| 1968                                                           | Carnoustie Golf Links                            | Gary Player (2)                                  | Sudafrica                                        | 289 (+1)                                         | £ 3 000                                          |
| 1967                                                           | Royal Liverpool Golf Club                        | Roberto DeVicenzo                                | Argentina                                        | 278 (-10)                                        | £ 2 100                                          |
| 1966                                                           | Muirfield                                        | Jack Nicklaus                                    | Stati Uniti                                      | 282 (+2)                                         | £ 2 100                                          |
| 1965                                                           | Royal Birkdale Golf Club                         | Peter Thomson (5)                                | Australia                                        | 285 (-3)                                         | £ 1 750                                          |
| 1964                                                           | St Andrews                                       | Tony Lema                                        | Stati Uniti                                      | 279 (-9)                                         | £ 1 500                                          |
| 1963                                                           | Royal Lytham & St Annes Golf Club                | Bob Charles                                      | Nuova Zelanda                                    | 277 (-7)PO                                       | £ 1 500                                          |
| 1962                                                           | Royal Troon Golf Club                            | Arnold Palmer (2)                                | Stati Uniti                                      | 276 (-12)                                        | £ 1 400                                          |
| 1961                                                           | Royal Birkdale Golf Club                         | Arnold Palmer                                    | Stati Uniti                                      | 284 (-4)                                         | £ 1 400                                          |
| 1960                                                           | St Andrews                                       | Kel Nagle                                        | Australia                                        | 278 (-10)                                        | £ 1 250                                          |
| 1959                                                           | Muirfield                                        | Gary Player                                      | Sudafrica                                        | 284 (E)                                          | £ 1 000                                          |
| 1958                                                           | Royal Lytham & St Annes Golf Club                | Peter Thomson (4)                                | Australia                                        | 274 (-10)PO                                      | £ 1 000                                          |
| 1957                                                           | St Andrews                                       | Bobby Locke (4)                                  | Sudafrica                                        | 279 (-9)                                         | £ 1 000                                          |
| 1956                                                           | Royal Liverpool Golf Club                        | Peter Thomson (3)                                | Australia                                        | 286 (-2)                                         | £ 1 000                                          |
| 1955                                                           | St Andrews                                       | Peter Thomson (2)                                | Australia                                        | 281 (-7)                                         | £ 1 000                                          |
| 1954                                                           | Royal Birkdale Golf Club                         | Peter Thomson                                    | Australia                                        | 283 (-5)                                         | £750                                             |
| 1953                                                           | Carnoustie Golf Links                            | Ben Hogan                                        | Stati Uniti                                      | 282 (-6)                                         | £500                                             |
| 1952                                                           | Royal Lytham & St Annes Golf Club                | Bobby Locke (3)                                  | Sudafrica                                        | 287 (-1)                                         | £300                                             |
| 1951                                                           | Royal Portrush Golf Club                         | Max Faulkner                                     | Inghilterra                                      | 285 (-3)                                         | £300                                             |
| 1950                                                           | Royal Troon Golf Club                            | Bobby Locke (2)                                  | Sudafrica                                        | 279 (-9)                                         | £300                                             |
| 1949                                                           | Royal St George's Golf Club                      | Bobby Locke                                      | Sudafrica                                        | 283 (-5)                                         | £300                                             |
| 1948                                                           | Muirfield                                        | Henry Cotton (3)                                 | Inghilterra                                      | 288 (E)                                          | £150                                             |
| 1947                                                           | Royal Liverpool Golf Club                        | Fred Daly                                        | Irlanda del Nord                                 | 293 (+5)                                         | £150                                             |
| 1946                                                           | St Andrews                                       | Sam Snead                                        | Stati Uniti                                      | 290 (+2)                                         | £150                                             |
| 1940-1945: Non disputata a causa della seconda guerra mondiale |                                                  |                                                  |                                                  |                                                  |                                                  |
| 1939                                                           | St Andrews                                       | Richard Burton                                   | Inghilterra                                      | 290                                              | £100                                             |
| 1938                                                           | Royal St George's Golf Club                      | Reg Whitcombe                                    | Inghilterra                                      | 295                                              | £100                                             |
| 1937                                                           | Carnoustie Golf Links                            | Henry Cotton (2)                                 | Inghilterra                                      | 290                                              | £100                                             |
| 1936                                                           | Royal Liverpool Golf Club                        | Alf Padgham                                      | Inghilterra                                      | 287                                              | £100                                             |
| 1935                                                           | Muirfield                                        | Alf Perry                                        | Inghilterra                                      | 283                                              | £100                                             |
| 1934                                                           | Royal St George's Golf Club                      | Henry Cotton                                     | Inghilterra                                      | 283                                              | £100                                             |
| 1933                                                           | St Andrews                                       | Denny Shute                                      | Stati Uniti                                      | 292PO                                            | £100                                             |
| 1932                                                           | Prince's Golf Club                               | Gene Sarazen                                     | Stati Uniti                                      | 283                                              | £100                                             |
| 1931                                                           | Carnoustie Golf Links                            | Tommy Armour                                     | Stati Uniti                                      | 296                                              | £100                                             |
| 1930                                                           | Royal Liverpool Golf Club                        | Bobby Jones (Am) (3)                             | Stati Uniti                                      | 291                                              | Am - £100                                        |
| 1929                                                           | Muirfield                                        | Walter Hagen (4)                                 | Stati Uniti                                      | 292                                              | £100                                             |
| 1928                                                           | Royal St George's Golf Club                      | Walter Hagen (3)                                 | Stati Uniti                                      | 292                                              | £100                                             |
| 1927                                                           | St Andrews                                       | Bobby Jones (Am) (2)                             | Stati Uniti                                      | 285                                              | Am - £100                                        |
| 1926                                                           | Royal Lytham & St Annes Golf Club                | Bobby Jones (Am)                                 | Stati Uniti                                      | 291                                              | Am - £75                                         |
| 1925                                                           | Prestwick Golf Club                              | Jim Barnes                                       | Stati Uniti                                      | 300                                              | £75                                              |
| 1924                                                           | Royal Liverpool Golf Club                        | Walter Hagen (2)                                 | Stati Uniti                                      | 301                                              | £75                                              |
| 1923                                                           | Royal Troon Golf Club                            | Arthur Havers                                    | Inghilterra                                      | 295                                              | £75                                              |
| 1922                                                           | Royal St George's Golf Club                      | Walter Hagen                                     | Stati Uniti                                      | 300                                              | £75                                              |
| 1921                                                           | St Andrews                                       | Jock Hutchison                                   | Stati Uniti                                      | 296PO                                            | £75                                              |
| 1920                                                           | Royal Cinque Ports Golf Club                     | George Duncan                                    | Scozia                                           | 303                                              | £75                                              |
| 1915-1919: Non disputata a causa della prima guerra mondiale   |                                                  |                                                  |                                                  |                                                  |                                                  |
| 1914                                                           | Prestwick Golf Club                              | Harry Vardon (6)                                 | Jersey                                           | 306                                              | £50                                              |
| 1913                                                           | Royal Liverpool Golf Club                        | John Henry Taylor (5)                            | Inghilterra                                      | 304                                              | £50                                              |
| 1912                                                           | Muirfield                                        | Ted Ray                                          | Jersey                                           | 295                                              | £50                                              |
| 1911                                                           | Royal St George's Golf Club                      | Harry Vardon (5)                                 | Jersey                                           | 303PO                                            | £50                                              |
| 1910                                                           | St Andrews                                       | James Braid (5)                                  | Scozia                                           | 299                                              | £50                                              |
| 1909                                                           | Royal Cinque Ports Golf Club                     | John Henry Taylor (4)                            | Inghilterra                                      | 291                                              | £30                                              |
| 1908                                                           | Prestwick Golf Club                              | James Braid (4)                                  | Scozia                                           | 291                                              | £30                                              |
| 1907                                                           | Royal Liverpool Golf Club                        | Arnaud Massy                                     | Francia                                          | 312                                              | £30                                              |
| 1906                                                           | Muirfield                                        | James Braid (3)                                  | Scozia                                           | 300                                              | £30                                              |
| 1905                                                           | St Andrews                                       | James Braid (2)                                  | Scozia                                           | 318                                              | £30                                              |
| 1904                                                           | Royal St George's Golf Club                      | Jack White                                       | Scozia                                           | 296                                              | £30                                              |
| 1903                                                           | Prestwick Golf Club                              | Harry Vardon (4)                                 | Jersey                                           | 300                                              | £30                                              |
| 1902                                                           | Royal Liverpool Golf Club                        | Sandy Herd                                       | Scozia                                           | 307                                              | £30                                              |
| 1901                                                           | Muirfield                                        | James Braid                                      | Scozia                                           | 309                                              | £30                                              |
| 1900                                                           | St. Andrews                                      | John Henry Taylor (3)                            | Inghilterra                                      | 309                                              | £30                                              |
| 1899                                                           | Royal St George's Golf Club                      | Harry Vardon (3)                                 | Jersey                                           | 310                                              | £30                                              |
| 1898                                                           | Prestwick Golf Club                              | Harry Vardon (2)                                 | Jersey                                           | 307                                              | £30                                              |
| 1897                                                           | Royal Liverpool Golf Club                        | Harold Hilton (Am) (2)                           | Inghilterra                                      | 314                                              | Am - £30                                         |
| 1896                                                           | Muirfield                                        | Harry Vardon                                     | Jersey                                           | 316 PO                                           | £30                                              |
| 1895                                                           | St Andrews                                       | John Henry Taylor (2)                            | Inghilterra                                      | 332                                              | £30                                              |
| 1894                                                           | Royal St George's Golf Club                      | John Henry Taylor                                | Inghilterra                                      | 326                                              | £30                                              |
| 1893                                                           | Prestwick Golf Club                              | William Auchterlonie                             | Scozia                                           | 322                                              | £30                                              |
| 1892                                                           | Muirfield                                        | Harold Hilton (Am)                               | Inghilterra                                      | 305                                              | (Am)                                             |
| 1891                                                           | St Andrews                                       | Hugh Kirkaldy                                    | Scozia                                           | 166                                              | £10                                              |
| 1890                                                           | Prestwick Golf Club                              | John Ball (Am)                                   | Inghilterra                                      | 164                                              | Am - £8                                          |
| 1889                                                           | Musselburgh Links                                | Willie Park Jr. (2)                              | Scozia                                           | 155PO                                            | £8                                               |
| 1888                                                           | St Andrews                                       | Jack Burns                                       | Scozia                                           | 171                                              | £10                                              |
| 1887                                                           | Prestwick Golf Club                              | Willie Park Jr.                                  | Scozia                                           | 161                                              | £10                                              |
| 1886                                                           | Musselburgh Links                                | David Brown                                      | Scozia                                           | 157                                              | £10                                              |
| 1885                                                           | St Andrews                                       | Bob Martin (2)                                   | Scozia                                           | 171                                              | £10                                              |
| 1884                                                           | Prestwick Golf Club                              | Jack Simpson                                     | Scozia                                           | 160                                              | £10                                              |
| 1883                                                           | Musselburgh Links                                | Willie Fernie                                    | Scozia                                           | 159PO                                            | £10                                              |
| 1882                                                           | St Andrews                                       | Bob Ferguson (3)                                 | Scozia                                           | 171                                              | £10                                              |
| 1881                                                           | Prestwick Golf Club                              | Bob Ferguson (2)                                 | Scozia                                           | 170                                              | £10                                              |
| 1880                                                           | Musselburgh Links                                | Bob Ferguson                                     | Scozia                                           | 162                                              | £10                                              |
| 1879                                                           | St Andrews                                       | Jamie Anderson (3)                               | Scozia                                           | 169                                              | £10                                              |
| 1878                                                           | Prestwick Golf Club                              | Jamie Anderson (2)                               | Scozia                                           | 157                                              | £10                                              |
| 1877                                                           | Musselburgh Links                                | Jamie Anderson                                   | Scozia                                           | 160                                              | £10                                              |
| 1876                                                           | St Andrews                                       | Bob Martin                                       | Scozia                                           | 176                                              | £10                                              |
| 1875                                                           | Prestwick Golf Club                              | Willie Park Sr. (4)                              | Scozia                                           | 166                                              | £6                                               |
| 1874                                                           | Musselburgh Links                                | Mungo Park                                       | Scozia                                           | 159                                              | £6                                               |
| 1873                                                           | St Andrews                                       | Tom Kidd                                         | Scozia                                           | 179                                              | £6                                               |
| 1872                                                           | Prestwick Golf Club                              | Tom Morris Jr. (4)                               | Scozia                                           | 166                                              | £6                                               |
| 1871                                                           | Non disputata                                    | Non disputata                                    | Non disputata                                    | Non disputata                                    | Non disputata                                    |
| 1870                                                           | Prestwick Golf Club                              | Tom Morris Jr. (3)                               | Scozia                                           | 149                                              | £6                                               |
| 1869                                                           | Prestwick Golf Club                              | Tom Morris Jr. (2)                               | Scozia                                           | 154                                              | £6                                               |
| 1868                                                           | Prestwick Golf Club                              | Tom Morris Jr.                                   | Scozia                                           | 157                                              | £6                                               |
| 1867                                                           | Prestwick Golf Club                              | Tom Morris Sr. (4)                               | Scozia                                           | 170                                              | £6                                               |
| 1866                                                           | Prestwick Golf Club                              | Willie Park Sr. (3)                              | Scozia                                           | 169                                              | £6                                               |
| 1865                                                           | Prestwick Golf Club                              | Andrew Strath                                    | Scozia                                           | 162                                              | £6                                               |
| 1864                                                           | Prestwick Golf Club                              | Tom Morris Sr. (3)                               | Scozia                                           | 167                                              | £6                                               |
| 1863                                                           | Prestwick Golf Club                              | Willie Park Sr. (2)                              | Scozia                                           | 168                                              | -                                                |
| 1862                                                           | Prestwick Golf Club                              | Tom Morris Sr. (2)                               | Scozia                                           | 163                                              | -                                                |
| 1861                                                           | Prestwick Golf Club                              | Tom Morris Sr.                                   | Scozia                                           | 163                                              | -                                                |
| 1860                                                           | Prestwick Golf Club                              | Willie Park Sr.                                  | Scozia                                           | 174                                              | -                                                |

PO = Vittoria al play-off

Am = Amateur
Al 2021, 27 giocatori hanno vinto l'Open Championship più di una volta:
- 6 vittorie: Harry Vardon;
- 5 vittorie: James Braid, John Henry Taylor, Peter Thomson, Tom Watson;
- 4 vittorie: Walter Hagen, Bobby Locke, Tom Morris Sr., Tom Morris Jr., Willie Park Sr.;
- 3 vittorie: Jamie Anderson, Severiano Ballesteros, Henry Cotton, Nick Faldo, Bob Ferguson, Bobby Jones, Jack Nicklaus, Gary Player, Tiger Woods;
- 2 vittorie: Harold Hilton, Bob Martin, Greg Norman, Arnold Palmer, Willie Park Jr., Lee Trevino, Pádraig Harrington, Ernie Els.

L'unico italiano a vincere il torneo, nonché l'unico italiano a vincere uno dei quattro tornei major di golf, è stato Francesco Molinari, nell'edizione 2018.

## Percorsi
L'Open Championship prevede attualmente una rotazione di dieci campi britannici, detta rota, che a turno, ma senza regolarità, ospitano la manifestazione:
- St. Andrews Old Course
- Carnoustie
- Muirfield[11]
- Turnberry
- Royal Troon
- Royal St George's
- Royal Birkdale
- Royal Litham & St. Annes
- Royal Liverpool
- Royal Portrush.

I campi usati in passato ma su cui non si tiene più l'Open Championship sono:
- Musselburgh Links (usato tra 1874 e 1889)[12]
- Prestwick (sede dei primi 12 Open, usato per 24 edizioni fino al 1925)[13]
- Royal Cinque Ports (sede delle edizioni 1909 e 1920)[14]
- Prince's (sede dell'edizione 1932)[15]

## Il trofeo del vincitore
La Claret Jug, il cui nome ufficiale è Golf Champion Trophy, è la coppa d'argento che viene consegnata al vincitore dell'Open Championship, e sulla cui base sono incisi i nomi di tutti i vincitori delle precedenti edizioni e di quella corrente.
Il premio consegnato al vincitore delle prime edizioni, fino al 1872, era la Challenge Belt, una cintura di pelle marocchina ornata con una fibbia d'argento e con vari emblemi; la cintura doveva essere restituita dal campione in carica in occasione della successiva edizione del torneo, ma se un giocatore l'avesse vinta per tre volte consecutive, ne sarebbe diventato proprietario: ciò avvenne quando, nel 1870, Tom Morris Jr. vinse il suo terzo Open consecutivo. Nel 1872 si decise di abbandonare la cintura in favore di un nuovo trofeo, l'attuale Golf Champion Trophy, che fu assegnato a partire dall'edizione del 1873 e che doveva essere restituito in vista dell'edizione successiva del torneo; si decise inoltre che il vincitore di ogni edizione, a partire già da quella del 1872, avrebbe ricevuto una medaglia, la Gold Medal, che avrebbe conservato per sempre ed il cui costo sarebbe stato decurtato dal suo premio in denaro. A partire dall'edizione del 1928, i vincitori dell'Open ricevono solo una copia della Claret Jug, mentre l'originale è conservato presso il Royal and Ancient Golf Club.

## Records
- Vincitore più anziano: Tom Morris Sr. (46 anni, 102 giorni), 1867.[18]
- Vincitore più giovane: Tom Morris Jr. (17 anni, 156 giorni), 1868.[19]
- Più volte vincitore: 6, Harry Vardon (1896, 1898, 1899, 1903, 1911, 1914).[20]
- Score più basso su 72 buche: 264, Henrik Stenson (68-65-68-63), 2016.[21]
- Score più basso in relazione al Par su 72 buche: -20, Henrik Stenson (68-65-68-63, 264), 2016.[21] È il record per tutti i Majors a pari merito con Jason Day che vinse il PGA Championship con lo stesso punteggio nel 2015.[22]
- Vittoria col margine più alto: 13 colpi, Tom Morris Sr., 1862.[23] È rimasto fino al 2000 come record per tutti i Majors, quando Tiger Woods vinse lo U.S. Open con 15 colpi di vantaggio a Pebble Beach.[24]
- Punteggio più basso in 18 buche: 62 - Branden Grace, 3º round, 2017 (record per tutti i Majors).[25]

## Distribuzione TV
La distribuzione di The Open è assicurata da una partnership tra R&A Productions, European Tour Productions (entrambi gestiti da IMG) e CTV Outside Broadcasting. Le emittenti con produzione sono Sky (Regno Unito), NBC (USA), BBC (Regno Unito) e TV Asahi (Giappone).

### Regno Unito
La BBC iniziò a trasmettere per la prima volta l'Open nel 1955, con Peter Alliss coinvolto dal 1961 e con il ruolo di commentatore principale dal 1978. Con la crescita della televisione a pagamento e il crescente valore dei diritti sportivi, il portafoglio golf della BBC iniziò a ridursi. La perdita dei diritti per lo Scottish Open e il BMW PGA Championship nel 2012 ha lasciato l'unica copertura del golf della BBC come l'Open e gli ultimi due giorni del Masters (che ha condiviso con Sky).

#### Cronologia dei diritti di trasmissione nel Regno Unito
| Periodo                                         | Emittente  | Diritti annui |
| ----------------------------------------------- | ---------- | ------------- |
| 1955–2014                                       | BBC        | Vari          |
| 2015                                            | BBC        | £7.0m         |
| 2016 (BBC ha venduto i diritti a Sky for £7.0m) | Sky Sports | £7.0m         |
| 2017–2021                                       | Sky Sports | £15.0m        |
| 2022–2024                                       | Sky Sports | Sconosciuto   |

Fonte:

### Stati Uniti
La ABC iniziò a trasmettere l'Open nel 1962, con i momenti salienti registrati su Wide World of Sports. Nell'era pre-digitale la copertura doveva essere convertita dal sistema di codifica dei colori PAL del Regno Unito al sistema di codifica dei colori NTSC degli Stati Uniti, il che significava che la qualità dell'immagine poteva risentirne, soprattutto nei primi anni. La copertura si espanse nel corso degli anni e, come è comune in America, c'era un diverso detentore dei diritti iniziali, che era ESPN fino al 2003, quando TNT subentrò.
Dopo aver perso i diritti per gli US Open nel 2015, la NBC ha fatto un'offerta aggressiva per vincere i diritti per gli Open e diventare di nuovo un'emittente televisiva di una major di golf. La NBC aveva anche una comprovata esperienza nella trasmissione di eventi sportivi europei con successo al mattino negli Stati Uniti con la Premier League, la Formula Uno e "Colazione a Wimbledon", ed è stata in grado di inserire la copertura delle prime fasi sulla sua controllata Golf Channel. La NBC ha vinto i diritti dal 2017 al 2028.

#### Cronologia dei diritti di trasmissione negli Stati Uniti d'America
| Periodo                                                              | Emittente | Diritti annui |
| -------------------------------------------------------------------- | --------- | ------------- |
| 1962–2009                                                            | ABC       | Vari          |
| 2010–2015                                                            | ESPN      | $25.0m        |
| 2016 (ESPN ha venduto i diritti alla NBC per una cifra non rivelata) | NBC       | $25.0m        |
| 2017–2028                                                            | NBC       | $50.0m        |

Fonti: